# Alvin Hansen
Alvin Harvey Hansen (Viborg, 23 agosto 1887 – Alexandria, 6 giugno 1975) è stato un economista statunitense, uno dei principali studiosi, nel suo paese, della teoria economica di John Maynard Keynes.

## La scoperta della teoria keynesiana

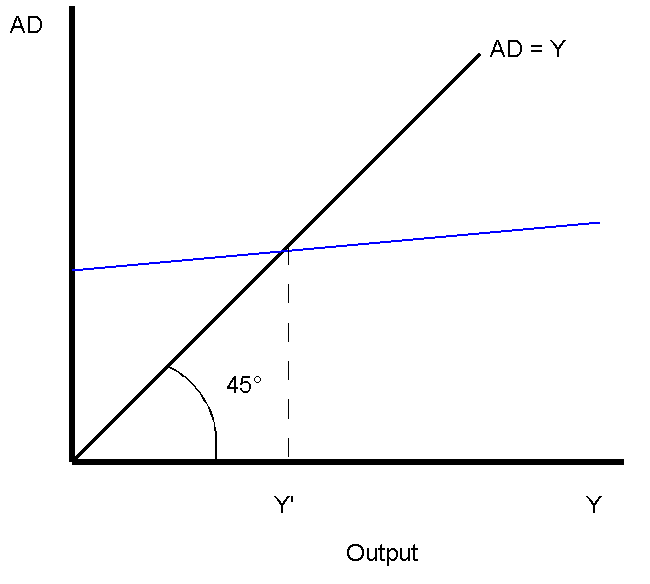
La croce keynesiana, un celebre diagramma di Hansen

Hansen, inizialmente (per la precisione, quando iniziò ad insegnare a Harvard, nel 1937) era un sostenitore della teoria ortodossa pre-keynesiana e criticava duramente la teoria dell'economista britannico. In un articolo pubblicato da The Journal of Political Economy, parlando della Teoria generale, la descriveva come un'opera che non gettava le basi per una nuova economia, ma solo come un sintomo di tendenze economiche contingenti. In seguito, però, "si convertì" alle idee di Keynes, al punto da diventare uno dei principali sostenitori della loro adozione negli Stati Uniti. Un suo diagramma, conosciuto come croce keynesiana, è utilizzato per rappresentare graficamente il principio keynesiano della domanda effettiva.